# Ephedra viridis
Ephedra viridis là một loài thực vật hạt trần trong họ Ephedraceae. Loài này được Coville mô tả khoa học đầu tiên năm 1893.